# Mimexocentroides nitidus
Mimexocentroides nitidus är en skalbaggsart som beskrevs av Stefan von Breuning 1961. Mimexocentroides nitidus ingår i släktet Mimexocentroides och familjen långhorningar. Inga underarter finns listade i Catalogue of Life.